# Bulukandang (Prigen)
Bulukandang is een bestuurslaag in het regentschap Pasuruan van de provincie Oost-Java, Indonesië. Bulukandang telt 4416 inwoners (volkstelling 2010).